# Fi2 Pavonis
Fi2 Pavonis o Phi2 Pavonis (φ2 Pav / HD 196378 / HR 7875) es una estrella en la constelación de Pavo de magnitud aparente +5,12. Comparte la denominación de Bayer «Fi» con Fi1 Pavonis, pero las dos estrellas no están ligadas gravitacionalmente. Situada a 79 años luz del sistema solar, Fi2 Pavonis es miembro de la asociación estelar de Zeta Herculis.
Fi2 Pavonis es una estrella blanco-amarilla de tipo espectral F8V de similares características a χ Herculis o 94 Ceti A.
Tiene una temperatura efectiva de 6047 K y es casi cinco veces más luminosa que el Sol.
Posee una masa de 1,10 ± 0,03 masas solares.
Su edad se estima entre 5800 y 6200 millones de años, unos 1400 millones de años más antigua que el Sol.
Su metalicidad —abundancia relativa de elementos más pesados que el helio—, es aproximadamente un 40% de la solar.
La órbita galáctica de Fi2 Pavonis es significativamente excéntrica (e = 0,37), lo que provoca que su distancia al centro galáctico varíe entre 3,7 kilopársecs en el periastro —prácticamente la mitad de la distancia a la que se halla ahora— y 8,1 kilopársecs en el apoastro.
Asimismo, la velocidad con la que se mueve a través del espacio respecto al Sol, 81,6 km/s, es excepcionalmente alta.

## Posible sistema planetario
En 1998 se anunció la existencia de un planeta extrasolar, denominado Fi2 Pavonis b o HD 196378b, orbitando alrededor de la estrella con un período orbital de 42,5 días. Sin embargo, investigaciones posteriores (2002) no han podido confirmar su existencia.